# Návštěvníci 2: V chodbách času
Návštěvníci 2: V chodbách času (ve francouzském originále Les visiteurs 2: Les couloirs du temps) je francouzská filmová komedie z roku 1998. Režisérem filmu je Jean-Marie Poiré. Hlavní role ve filmu ztvárnili Christian Clavier, Jean Reno, Muriel Robin, Christian Bujeau a Marie-Anne Chazel. Jedná se o pokračování filmu Návštěvníci.

## Obsazení
| Christian Clavier | Jacquouille la Fripouille/Jacques-Henri Jacquard |
| Jean Reno         | Godefroy de Papincourt                           |
| Muriel Robin      | Frénégonde/Beatrice                              |
| Christian Bujeau  | Jean-Pierre Goulard                              |
| Marie-Anne Chazel | Ginette                                          |
| Claire Nadeau     | Cora                                             |
| Jean-Paul Muel    | Gibon                                            |
| Arielle Séménoff  | Jacqueline                                       |

### V českém znění (Intersonic)
| Herec/čka         | Role                     | České znění       |
| ----------------- | ------------------------ | ----------------- |
| Christian Clavier | Jacqouille la Fripouille | Pavel Trávníček   |
| Muriel Robin      | Frénégonde / Beatrice    | Martina Hudečková |
| Jean Reno         | Godefroy de Papincourt   | Pavel Soukup      |
| Christian Bujeau  | Jean-Pierre Goulard      | Antonín Navrátil  |
| Marie-Anne Chazel | Ginette                  | Vanda Hybnerová   |
| Claire Naedau     | Cora                     | Zuzana Skalická   |
| Jean-Paul Muel    | Gibon                    | Jiří Zavřel       |
| Arielle Séménoff  | Jacqueline               | Jana Mařasová     |

Vyrobilo AW Studio Praha, 1999

### V českém znění (Česká televize)
| Herec/čka         | Role                     | České znění        |
| ----------------- | ------------------------ | ------------------ |
| Christian Clavier | Jacqouille la Fripouille | Jaromír Meduna     |
| Jean Reno         | Godefroy de Papincoint   | Pavel Soukup       |
| Muriel Robin      | Frénégonde / Beatrice    | Naďa Konvalinková  |
| Christian Bujeau  | Jean-Pierre Goulard      | Petr Pospíchal     |
| Marie-Anne Chazel | Ginette                  | Jana Paulová       |
| Claire Nadeau     | Cora                     | Hana Maciuchová    |
| Arielle Séménoff  | Jacqueline               | Jana Hermachová    |
| Jean Paul Muel    | Gibon                    | Milan Slepička     |
| Sylvie Joly       | Giséle                   | Eva Klepáčová      |
| Jacques Francois  | manžel Giséle            | Soběslav Sejk      |
| Marie Guillard    | Philippine de Montmirail | Jitka Moučková     |
| Christian Pereira | kapitán Batardet         | Jaroslav Kaňkovský |

Vyrobila Česká televize, 2001